# Copromyza nitida
Copromyza nitida är en tvåvingeart som först beskrevs av Johann Wilhelm Meigen 1830.  Copromyza nitida ingår i släktet Copromyza och familjen hoppflugor. Inga underarter finns listade i Catalogue of Life.